# Нравственность
Нра́вственность — термин, чаще всего употребляющийся в речи и литературе как синоним морали, иногда — этики
Нравственность (нем. Sittlichkeit) — важная концепция в философской системе Гегеля.

## Описание
Нравственность — это система личных ценностей, основанная на внутреннем восприятии добра и зла, которая определяет, что человек считает правильным или неправильным в своём поведении. Нравственность проявляется через совесть и моральные убеждения, которые могут как совпадать с общественными нормами, так и противоречить им. В отличие от морали, нравственность ориентирована на личные убеждения и внутреннее ощущение правильности поступков, а не на соблюдение внешних норм и правил, принятых в обществе.
В ряде философских систем понятие нравственности обособляется от морали, хотя такая концептуализация носит авторский характер и не всегда соответствует обыденному словоупотреблению. В таком, более узком смысле, понятие нравственности используется для обозначения части или уровня морали в целом, при этом под нравственностью в ряде случаев подразумевают внутреннюю или интериоризированную сторону морали, в то время как последняя рассматривается как внешняя по отношению к индивиду.
Нравственность является также предметом этики как учебной дисциплины; тем, что изучается этикой.
В русском языке слово нравственность появилось во второй половине XVIII века (впервые зафиксировано в «Словаре Российской Академии» в 1789 году), наряду с прямым заимствованием термина фр. morale и созданием ка́лек для родственных слов на основе церковнославянизма «нрав» (например: безнравственный — калька с фр. immoral).

## В философской системе Гегеля
Концепция нравственности (нем. Sittlichkeit) разрабатывалась немецким философом Георгом Вильгельмом Фридрихом Гегелем в его работах «Феноменология духа» (1807) и «Философия права» (1820); при этом он проводит концептуальное различие между понятиями нравственности и морали, считая нравственность завершающим этапом развития объективного духа в отличие от абстрактной морали.
Согласно Гегелю, дух, достигнув в теоретическом мышлении и в свободе воли настоящего самоопределения в своей внутренней сущности, возвышается над своей субъективностью; он может и должен проявить свою сущность предметно-действительным образом, стать духом объективным. Первое объективное проявление свободного духа есть право. Оно есть осуществление свободной личной воли, во-первых, по отношению к внешним вещам — право собственности, во-вторых, по отношению к другой воле — право договора, и, наконец, по отношению к своему собственному отрицательному действию через отрицание этого отрицания — в праве наказания. Нарушение права, лишь формально и абстрактно восстанавливаемого наказанием, вызывает в духе моральное требование реальной правды и добра, которые противополагаются неправедной и злой воле как долг (das Sollen), говорящий ей в её совести. Из этой раздвоенности между долгом и недолжной действительностью дух освобождается в действительной нравственности (Sittlichkeit), где личность находит себя внутренне связанной или солидарной с реальными формами нравственной жизни, или, по гегелевской терминологии, субъект сознаёт себя как одно с нравственной субстанцией на трёх ступенях её проявления: в семье, гражданском обществе (bürgerliche Gesellschaft) и государстве. Государство, по Гегелю, — высшее проявление объективного духа, совершённое воплощение разума в жизни человечества; Гегель называет его даже богом. Как осуществление свободы каждого в единстве всех, государство вообще есть абсолютная самоцель (Selbstzweck). Национальные же государства, как и тот народный дух (Volksgeister), который в этих государствах воплощается, суть особые проявления всемирного духа, и в их исторических судьбах действует диалектическая мощь этого духа, который через их смену избавляется постепенно от своих ограниченностей и односторонностей и достигает своей безусловной самосознательной свободы.

## В марксизме
Цитатой из работы «Карл Маркс о французском материализме XVIII века» в собственном переводе Плеханов показывал научную основу марксистского учения о нравственности: «Если человек черпает все свои ощущения, знания и т. д. из внешнего мира и из опыта, приобретаемого от этого мира, то надо, стало быть, так устроить окружающий его мир, чтобы человек получал из этого мира достойные его впечатления, чтобы он привыкал к истинно человеческим отношениям, чтобы он чувствовал себя человеком. Если правильно понятый личный интерес есть основа всякой нравственности, то надо, стало быть, позаботиться о том, чтобы интересы отдельного человека совпадали с интересами человечества. Если человек не свободен, в материалистическом смысле этого слова, то есть если его свобода заключается не в отрицательной способности избегать тех или иных поступков, а в положительной возможности проявления своих личных свойств, то надо, стало быть, не карать отдельных лиц за их преступления, а уничтожить противообщественные источники преступлений и отвести в обществе свободное место для деятельности каждого отдельного человека. Если человеческий характер создаётся обстоятельствами, то надо, стало быть, сделать эти обстоятельства достойными человека».